# Pteronemobius crassus
Pteronemobius crassus är en insektsart som beskrevs av Lucien Chopard 1954. Pteronemobius crassus ingår i släktet Pteronemobius och familjen syrsor. Inga underarter finns listade i Catalogue of Life.